# Campionati mondiali di nuoto in vasca corta 2022 - Staffetta 4x200 metri stile libero femminile
La gara di nuoto della staffetta 4x200 metri stile libero femminile dei Campionati mondiali di nuoto in vasca corta 2022 è stata disputata il 14 dicembre 2022 presso il Melbourne Sports and Aquatic Centre di Melbourne, in Australia.
Vi hanno preso parte 51 atlete da 11 nazioni.

## Podio
| Posizione | Atleti                                                                                                   | Squadra     |
| --------- | --- | ----------- |
| Oro       | Madison Wilson Mollie O'Callaghan Leah Neale Lani Pallister Meg Harris Brittany Castelluzzo Laura Taylor | Australia   |
| Argento   | Rebecca Smith Katerine Savard Mary-Sophie Harvey Taylor Ruck Sydney Pickrem Kelsey Wog                   | Canada      |
| Bronzo    | Alexandra Walsh Hali Flickinger Erin Gemmell Leah Smith Erika Brown Jillian Cox                          | Stati Uniti |

## Programma
| Data             | Ora (UTC+1) | Turno    |
| ---------------- | ----------- | -------- |
| 14 dicembre 2022 | 03:10       | Batterie |
| 14 dicembre 2022 | 11:32       | Finale   |

## Record
Prima della manifestazione il record del mondo e il record dei campionati erano i seguenti:
| Record mondiale       | 7:32.85 | Paesi Bassi | 3 dicembre 2014 Doha, Qatar |
| Record dei campionati | 7:32.85 | Paesi Bassi | 3 dicembre 2014 Doha, Qatar |

Durante l'evento sono stati migliorati i seguenti record:
| Data        | Evento | Atleti                                                                                              | Nazione   | Tempo   | Record |
| ----------- | ------ | --------------------------------------------------------------------------------------------------- | --------- | ------- | ------ |
| 14 dicembre | Finale | Madison Wilson (1:53.13) Mollie O'Callaghan (1:52.83) Leah Neale (1:52.67) Lani Pallister (1:52.24) | Australia | 7:30.87 | ,      |

## Risultati

### Batterie[2]
I primi 8 tempi accedono alla finale.
| Pos | Batt | Corsia | Nazione       | Atlete | Tempo   | Note  |
| --- | ---- | ------ | ------------- | --- | ------- | ----- |
| 1   | 1    | 4      | Stati Uniti   | Erika Brown (1:56.61) Hali Flickinger (1:54.39) Jillian Cox (1:56.03) Leah Smith (1:55.88)                        | 7:42.91 | Q     |
| 2   | 2    | 5      | Australia     | Leah Neale (1:55.85) Meg Harris (1:54.26) Brittany Castelluzzo (1:56.17) Laura Taylor (1:58.49)                   | 7:44.77 | Q     |
| 3   | 1    | 3      | Paesi Bassi   | Tessa Vermeulen (1:56.89) Imani de Jong (1:58.05) Silke Holkenborg (1:55.63) Marrit Steenbergen (1:55.16)         | 7:45.73 | Q     |
| 4   | 1    | 5      | Cina          | Wu Qingfeng (1:57.89) Cheng Yujie (1:57.99) Liu Yaxin (1:53.90) Zhang Yifan (1:56.10)                             | 7:45.88 | Q     |
| 5   | 2    | 4      | Canada        | Mary-Sophie Harvey (1:55.58) Sydney Pickrem (1:57.07) Kelsey Wog (1:56.18) Rebecca Smith (1:57.87)                | 7:46.70 | Q     |
| 6   | 2    | 3      | Brasile       | Stephanie Balduccini (1:56.55) Giovanna Diamante (1:56.79) Gabrielle Roncatto (1:56.57) Aline Rodrigues (1:58.51) | 7:48.42 | Q, SA |
| 7   | 1    | 6      | Giappone      | Chihiro Igarashi (1:57.05) Miyu Namba (1:56.81) Waka Kobori (1:56.69) Rio Shirai (1:59.21)                        | 7:49.76 | Q     |
| 8   | 2    | 2      | Nuova Zelanda | Erika Fairweather (1:54.24) NR Caitlin Deans (1:57.54) Summer Osborne (1:59.58) Ruby Heath (1:59.37)              | 7:50.73 | Q, NR |
| 9   | 2    | 7      | Slovacchia    | Zora Ripková (1:59.78) Tamara Potocká (1:58.68) Teresa Ivanová (2:03.06) Martina Cibulková (2:00.19)              | 8:01.71 | NR    |
| 10  | 1    | 2      | Sudafrica     | Hannah Pearse (2:02.67) Dakota Tucker (2:01.77) Emily Visagie (2:02.74) Rebecca Meder (1:57.67)                   | 8:04.85 |       |
| 11  | 2    | 6      | Hong Kong     | Ng Lai Wa (2:03.02) Ho Nam Wai (2:00.88) Sze Hang-yu (1:59.03) Lam Hoi Kiu (2:04.57)                              | 8:07.50 |       |

### Finale[3]
| Pos | Corsia | Nazione       | Atlete | Tempo   | Note |
| --- | ------ | ------------- | --- | ------- | ---- |
|     | 5      | Australia     | Madison Wilson (1:53.13) Mollie O'Callaghan (1:52.83) Leah Neale (1:52.67) Lani Pallister (1:52.24)               | 7:30.87 | WR   |
|     | 2      | Canada        | Rebecca Smith (1:52.15) NR Katerine Savard (1:54.78) Mary-Sophie Harvey (1:54.81) Taylor Ruck (1:52.73)           | 7:34.47 |      |
|     | 4      | Stati Uniti   | Alex Walsh (1:53.90) Hali Flickinger (1:53.48) Erin Gemmell (1:52.23) Leah Smith (1:55.09)                        | 7:34.70 | NR   |
| 4   | 3      | Paesi Bassi   | Tessa Vermeulen (1:56.88) Marrit Steenbergen (1:51.94) Sike Holkenborg (1:56.08) Imani de Jong (1:55.64)          | 7:40.54 |      |
| 5   | 1      | Giappone      | Chihiro Igarashi (1:56.41) Miyu Namba (1:54.70) Waka Kobori (1:56.46) Rio Shirai (1:57.30)                        | 7:44.87 |      |
| 6   | 6      | Cina          | Liu Yaxin (1:54.62) Wu Qingfeng (1:56.78) Cheng Yujie (1:59.69) Zhang Yifan (1:57.64)                             | 7:48.73 |      |
| 7   | 7      | Brasile       | Stephanie Balduccini (1:58.05) Giovanna Diamante (1:56.59) Gabrielle Roncatto (1:56.46) Aline Rodrigues (1:57.73) | 7:48.83 |      |
| 8   | 8      | Nuova Zelanda | Erika Fairweather (1:54.46) Caitlin Deans (1:57.14) Summer Osborne (2:00.72) Ruby Heath (1:58.44)                 | 7:50.76 |      |